# Christian Wandrey
Christian Wandrey (* 12. April 1943 in Plauen) ist ein deutscher Chemiker.

## Leben
Christian Wandrey studierte Chemie in Hannover und Bristol, 1973 erfolgte die Promotion und 1977 die Habilitation. Von 1977 bis 1979 war er Professor für Chemische Verfahrenstechnik an der TU Clausthal. Von 1979 bis 2008 war Wandrey Professor für Biotechnologie an der Universität Bonn und Leiter des Institutes für Biotechnologie 2 des Forschungszentrums Jülich, sein dortiger Nachfolger wurde Wolfgang Wiechert.
Seine Arbeitsgebiete sind Enzym- und Fermentationstechnologien, Zellkulturtechnik, Abwasserreinigung und bioorganische Chemie.

## Auszeichnungen
- 1983: Technologie-Transfer-Preis des deutschen Bundesministers für Forschung und Technologie
- 1987: Philip Morris Forschungspreis für die Entwicklung eines Biogas-Hochleistungsverfahrens zur Reinigung stark belasteter Abwässer
- 1995: Enzyme Engineering Award der Engineering Foundation
- 1999: Carl-Friedrich-Gauß-Medaille der Braunschweigischen Wissenschaftlichen Gesellschaft
- 2002: Friedrich-Wöhler-Preis der  Gesellschaft Deutscher Chemiker (GDCh)
- 2009: Wilhelm Exner Medaille
- Mitglied der Deutschen Akademie der Technikwissenschaften (Acatech)
- Korrespondierendes Mitglied der Sächsischen Akademie der Wissenschaften (2002)
- Korrespondierendes Mitglied der Braunschweigischen Wissenschaftlichen Gesellschaft

## Werke
Er hat mehr als 330 wissenschaftliche Publikationen veröffentlicht und hält 100 Patente bzw. Patentanmeldungen
- Mitglied in Editorial Boards verschiedener Zeitschriften: Advances in Biochemical Engineering, Journal of Molecular Catalysis und Chemie-Ingenieur-Technik

Bücher
- Industrial Biotransformations VCH, Weinheim 2000 (zusammen mit A. Liese, K. Seelbach, C. Wandrey)
- Biotechnologie. Wirtschaftsverlag Bachem, Köln 1989